# 日産プリンス茨城販売
日産プリンス茨城販売株式会社（にっさんプリンスいばらきはんばい）は、茨城県水戸市に本社を置く日産自動車の販売会社である。

## 沿革
- 1948年9月 - 不二商事株式会社として設立。
- 1951年10月 - プリンス自動車工業との代理店契約を締結。
- 1960年9月 - 茨城プリンス自動車販売株式会社を資本金2,300万円で設立し、不二商事からプリンス自動車の販売代理店契約を継承。
- 1963年10月 - 本社を水戸市柵町2丁目から水戸市千波町2333に移転。
- 1965年 - 日産プリンス土浦販売を分離。
- 1966年4月 - 日産自動車とプリンス自動車の合併により社名を日産プリンス茨城販売株式会社に変更。
- 1968年9月 - 日立営業所を設立。
- 1969年9月 - 下館営業所を設立。
- 1971年9月 - 大宮営業所を設立。
- 1972年3月 - 藤代営業所を設立。
- 1973年8月 - 鹿島営業所を設立。
- 1976年
  - 4月 - 勝田営業所を設立。
  - 8月 - 境営業所を設立。
- 1977年11月 - 鉾田営業所を設立。
- 1978年12月 - 石岡営業所、水海道営業所を設立。
- 1979年1月 - 笠間営業所を設立。
- 1980年9月 - 江戸崎営業所を設立。
- 1981年
  - 2月 - 日産プリンス土浦販売を合併。
  - 5月 - 高萩営業所、筑波学園営業所を設立。
- 1986年7月 - 多賀営業所を設立。
- 1987年8月 - 土浦北営業所を設立。
- 1988年10月 - 下妻営業所を設立。
- 1990年
  - 5月 - 牛久営業所を設立。
  - 7月 - 水戸インター営業所を設立。
- 1991年
  - 4月 - 勝田昭和通り営業所を設立。
  - 8月 - 龍ヶ崎営業所を設立。
- 1993年7月 - 古河営業所を設立。
- 2002年
  - 3月 - ルノー茨城水戸インターを設立。
  - 5月 - 店舗名称を「営業所」から「店」に変更。
- 2006年12月 - ルノー茨城水戸インターを閉店。
- 2008年4月 - ひたち野うしく店を設立。日立店を日立滑川店に、多賀店を日立森山店に、水戸中央店を水戸千波本店に、土浦北店を土浦中貫店にそれぞれ変更。
- 2018年10月 - 同じ茨城県の地場資本ディーラーである茨城日産自動車が、日産ネットワークホールディングスより全株を取得。経営が茨城日産グループに移動する。

## 事業所

### 新車販売店
- 勝田店 - ひたちなか市稲田1437-4
- 高萩店 - 高萩市赤浜字沼田955-1
- 日立滑川店 - 日立市滑川町1-14-11
- 日立森山店 - 日立市森山町4-1022
- 大宮店 - 常陸大宮市中富町1048-1
- 水戸千波本店 - 水戸市千波町2333
- 鉾田店 - 鉾田市柏熊998-5
- 鹿島店 - 鹿嶋市大船津3623
- 土浦中貫店 - 土浦市東中貫町1-9
- 筑波学園店 - つくば市天久保2-16-2
- 江戸崎店 - 稲敷市江戸崎甲376-1
- 藤代店 - 取手市藤代930
- ひたち野うしく店 - 牛久市ひたち野西4-2-2
- 竜ヶ崎店 - 龍ケ崎市馴柴町参区696-3
- 下館店 - 筑西市玉戸字西原992-28
- つくばみらい店 - つくばみらい市小絹96-4
- 境店 - 猿島郡境町下小橋798-1
- 古河店 - 古河市上辺見542-1

### 中古車販売店
- 高萩中古車センター - 高萩市赤浜字沼田955-1
- 多賀中古車センター - 日立市多賀町3-8-19
- 水戸中古車センター - 水戸市千波町2101-2
- 勝田中古車センター - ひたちなか市東石川字後原3154-5
- 土浦中貫中古車センター - 土浦市東中貫町1-9
- 取手中古車センター - 取手市井野台4-1-23

### ルノー車販売店
- ルノー茨城水戸中央店 - 茨城県水戸市千波町2333

## 茨城県内の他日産車販売店
- 茨城日産自動車